# Callonychium argentinum
Callonychium argentinum är en biart som beskrevs av Brethes 1922. Callonychium argentinum ingår i släktet Callonychium och familjen grävbin. Inga underarter finns listade.